# Living Eyes
Living Eyes es el decimosexto álbum de estudio de los Bee Gees, lanzado en 1981. Los Bee Gees se separaron completamente del movimiento disco con el lanzamiento de este álbum. En respuesta a esto, el álbum fue virtualmente ignorado en los Estados Unidos debido a la reacción antidisco. El álbum vendió 750 000 copias alrededor del mundo, pero no entró al Top 40 ni en los Estados Unidos o el Reino Unido; alcanzó el puesto 6 en Noruega y fue número 4 en España.
Living Eyes fue elegido para ser el primer álbum de todos en ser manufacturado en formato de CD para propósitos demostrativos, como se puede ver en el programa de TV de la BBC Tomorrow's World de 1981, y fue usado en la edición inaugural de la revista Compact Disc. Fue el primer álbum de los Bee Gees en ser lanzado como CD, en 1983, cuando los primeros CD llegaron al mercado, aunque pocos fueron hechos. Después RSO Records fue absorbida por Polygram Records, Living Eyes fue el único álbum de los Bee Gees en su catálogo no lanzado como CD en el principio de los años 80. Se convirtió en material difícil de encontrar hasta años después, cuando se volvió disponible en CD en Japón.

## Lista de canciones
Todas las canciones escritas por Barry Gibb, Robin Gibb y Maurice Gibb, exceptuando las indicadas.
1. “Living Eyes 014” – 4:20
2. “He's a Liar” – 4:05
3. “Paradise” – 4:21
4. “Don't Fall in Love with Me” – 4:57
5. “Soldiers” – 4:28
6. “I Still Love You” – 4:27
7. “Wildflower” – 4:26
8. “Nothing Could Be Good” (Albhy Galuten, B. Gibb, R. Gibb, M. Gibb) – 4:13
9. “Cryin' Everyday” – 4:05
10. “Be Who You Are” (B. Gibb) – 6:42

## Canciones descartadas
1. “Heart (Stop Beating In Time)” - (Después grabada por Leo Sayer.)
2. “Heat Of The Night”
3. “Loving You Is Killing Me”
4. “Hold Her In Your Hand” - (Después grabada por Maurice Gibb en 1984 para la banda sonora de A Breed Apart.)

## Músicos
Bee Gees
- Barry Gibb – voz, guitarra, arreglos de cuerda y vientos
- Robin Gibb – voz
- Maurice Gibb – voz, guitarra, arreglos de cuerda y vientos

Músicos invitados
- Don Felder – guitarra en "He's A Liar", "Paradise", "Don't Fall In Love With Me", "Soldiers" y "Wildflower"
- Richard Tee – piano en "Living Eyes", "He's A Liar", "Paradise", "Don't Fall In Love With Me", "Soldiers", "I Still Love You" y "Nothing Could Be Good"
- Albhy Galuten – sintetizador en "Living Eyes", "He's A Liar", "Paradise", "Soldiers", "I Still Love You", "Cryin' Everyday" y "Be Who You Are"
- George Bitzer – piano en "Living Eyes", "Paradise", "Wildflower" y "Nothing Could Be Good" y sintetizador en "He's A Liar"
- Harold Cowart – bajo excepto en "Cryin' Everyday" y "Be Who You Are"
- Steve Gadd – batería en "He's A Liar", "Paradise", "Don't Fall In Love With Me", "Soldiers", "I Still Love You" y "Nothing Could Be Good"
- Chuck Kirkpatrick – guitarra en "Living Eyes", "Nothing Could Be Good" y "I Still Love You"
- George Terry – guitarra en "Living Eyes" y "Be Who You Are"
- David Wolinski – teclados en "Be Who You Are"
- Bob Glaub – bajo en "Be Who You Are"
- Jeff Porcaro – batería en "Living Eyes", "Soldiers" y "Cryin' Everyday"
- Russ Kunkel – batería en "Wildflower", "Cryin' Everyday" y "Be Who You Are"
- Ralph MacDonald – percusión en "Living Eyes", "He's A Liar" y "Don't Fall in Love With Me"
- Joe Galdo – batería en "Be Who You Are"

The Boneroo Horns and Brass Sextet
- Peter Graves en "He's a Liar", "Don't Fall in Love With Me", "Be Who You Are"
- Ken Faulk en "He's a Liar", "Don't Fall in Love With Me", "Be Who You Are"
- Brett Murphey en "He's a Liar", "Don't Fall in Love With Me", "Be Who You Are"
- Neil Bonsanti en "He's a Liar"
- Don Bonsanti en "He's a Liar"
- Whit Sidener en "He's a Liar"
- Jerry Peel en "Don't Fall in Love With Me", "Be Who You Are"
- Greg Lonnman en "Don't Fall in Love With Me", "Be Who You Are"
- Ken Waldenpfhul en "Don't Fall in Love With Me", "Be Who You Are"
- Gene Orloff – concertmaster
- Karl Richardson – ingeniero de sonido
- Don Gehman – ingeniero de sonido

- Datos: Q683557